# Corozal Town
Corozal Town är huvudort i distriktet Corozal i Belize. Corozal Town ligger vid havet. Antalet invånare var 10 287 år 2010.